# Mimi Maura
Mimi Maura, de son vrai nom Midnerely Acevedo (née 19 février 1972 à Santurce), est une musicienne portoricaine, qui a développé la majeure partie de sa carrière artistique en Argentine.

## Biographie
Midnerely Acevedo est née à Santurce, Puerto Rico et a grandi dans sa ville natale et à Chicago. Son père était Mike Acevedo, un auteur-compositeur-interprète bien connu de la ville de San Sebastián, qui a profondément influencé Mimi, qui a grandi en écoutant sa musique. En 1987, elle fait ses premiers pas dans la musique en chantant avec plusieurs groupes locaux. Peu après, avec son frère Miguel, ils forment un groupe de heavy metal appelé Rencor, l'un des premiers groupes de rock en español à Porto Rico.
En 1992, Mimi rejoint le girls band portoricain de heavy metal et rock Alarma. Alarma fait également la première partie d'un certain nombre d'artistes qui se produisent au début des années 1990 à Porto Rico, comme Los Fabulosos Cadillacs. C'est ainsi qu'elle rencontre Sergio Rotman, saxophoniste de Los Fabulosos Cadillacs, qui deviendra son partenaire. En 1998, son fils Leroy naît, et elle forme le groupe Mimi Maura avec Sergio Rotman et des amis musiciens ayant un amour profond pour la musique jamaïcaine et les rythmes latinos. Entre 1998 et 2006, ils sortiront cinq albums studio.  
En 2012, Mimi enregistre un hommage à son père, La Herida, recordando a Mike Acevedo. Avec son frère Miguel « Miki » Acevedo, ils ramènent 12 chansons de leur père jouées uniquement à la guitare et au chant, avec la participation de Chango Spasiuk, des tambours de Loiza et du quatuor à cordes Laura en Albanta. En août de la même année, ils participent au festival Fuji Rock à Naeba, Japon, et se produisent dans plusieurs villes du pays telles que Kanazawa, Osaka et Sendai.
En 2013, Mimi Maura s'est produite à Porto Rico, Boston et New York et a comme groupe d'accompagnement des membres de La Fundación, La Santa Ska et Ron Calavera. En mai, elle part en tournée au Japon pour la deuxième fois avec Sergio Rotman et les Michihisa Ishikawa Sessions comme backing band. En 2014, elle sort son deuxième album live pour célébrer ses 15 ans de carrière en Argentine et en 2015, Mimi Maura sort Kiseki, enregistré en studio lors de sa deuxième tournée au Japon, avec la collaboration de musiciens japonais de session,.

## Discographie
- 1999 : Mimi Maura
- 2001 : Raíces de pasión
- 2001 : Noches de pasión
- 2002 : Misterio
- 2004 : Frenesí
- 2004 : 63-68-74 Mimi Maura Sings Reggae, Rocksteady y Ska
- 2007 : Mirando caer la lluvia
- 2010 : Días de sol
- 2011 : Días de sol (Special dub version)
- 2011 : Mimi Maura - Edición Boricua (compilation)
- 2011 : Mimi Maura - Adiós a los tiempos/quemapuentes
- 2012 : La herida
- 2014 : En vivo en Niceto Club: 15 años
- 2015 : Kiseki (CD et vinyle)